# Remi Nivoy
Remi Nivoy (également dit "Nivois") est un architecte néo-classique français actif à la fin du XVIIIe siècle dans les Pays-Bas autrichiens (qui correspondent partiellement à la Belgique actuelle).

## Biographie
Remi Pierre Nivoy est né à Le Chesne, dans les Ardennes en France le 6 mai 1734, fils de Jean Nivoy et de Marie Gilbin. Il s'établit à Bruxelles vers 1752. Il y épouse en premières noces le 25 août 1770 Elisabeth (dite également Isabelle) Sandelin (29 septembre 1749-29 juin 1797), fille de Pierre Sandelin et de Barbe Ceuppens qui lui donne deux enfants: Pierre Martin Nivoy (11 novembre 1771 - 27 février 1772) et Marie-Anne (née le 12 mars 1775). Remi Nivoy épouse en secondes noces à Bruxelles le 25 mai 1808 Marie Elisabeth Ronsmans (née à Bruxelles le 5 février 1748 et y décédée le 6 mars 1818), une couturière de Bruxelles. Remi Nivoy meurt à son domicile bruxellois Impasse du Cheval, le 15 avril 1814.

## Réalisations
- 1780-1781 Ancien arsenal de Bruxelles, à l'extrémité orientale du quai au Foin et du quai aux Pierres de Taille (entrepôt construit par Nivoy en 1780-1781 à la demande du gouvernement autrichien, transformé en arsenal sous Léopold Ier et partiellement remplacé par le Théâtre royal flamand de Bruxelles (KVS)[9]) ;
- 1785-1787 : agrandissement de l'église Saint-Trond de Thorembais-Saint-Trond (chœur et travées orientales de la nef, en style classique)[10] ;
- 1787 place du Nouveau Marché au Grain (ensemble néo-classique attribué à Remi Nivoy et Claude Fisco[11]).